# CLOSE/クロース
『CLOSE/クロース』（Close）は、2022年に公開されたカミング・オブ・エイジ・ドラマ映画。
ルーカス・ドン監督によるドンの監督デビュー映画『Girl/ガール』（2018年）から引き続いてアンジェロ・タイセンスと共同で脚本を執筆した。出演はエデン・ダンブリン、グスタフ・ドゥ・ワール、エミリー・ドゥケンヌ、レア・ドリュッケールらである。
2022年5月26日に第75回カンヌ国際映画祭でプレミア上映され、グランプリを獲得した。第95回アカデミー賞国際長編映画賞にベルギー代表作として出品され、ノミネートに至った。またベルギー映画批評家協会によりアンドレ・カヴェンズ（作品賞）が贈られた。
日本国内のキャッチコピーは「永遠を壊したのは、僕。」。日本版予告編では「僕のしたことは、君をどれだけ傷つけたのだろう」という主人公の言葉が切り取られている。

## プロット
13歳のレオとレミは長い夏期休暇を無邪気に過ごしていたが、学校に戻ると2人のその親密な間柄は周囲の注目を浴び、言及されたために友情に亀裂が入る。侮辱的、または押しつけがましい言及に反応したレオはレミから距離を置こうとする。

## キャスト
- エデン・ダンブリン（ドイツ語版）
- グスタフ・ドゥ・ワール
- エミリー・ドゥケンヌ
- レア・ドリュッケール（英語版）
- ケヴィン・ヤンセンス（英語版）
- マーク・ワイス
- イゴール・ファン・デッセル（フランス語版）
- レオン・バタイユ

## 製作
2018年12月19日、ルーカス・ドンが第71回カンヌ国際映画祭で賞を獲得した監督デビュー映画『Girl/ガール』の後継作を企画していることが発表された。共同脚本のアンジェロ・タイセンスとプロデューサーのディルク・インペンスは当時題名未定のこの映画で再度組むこととなり、ドンは「異なる作品であるが、『Girl/ガール』のスタイルでもある」、「中心にはクィアにキャラクターがいる」と述べた。脚本を執筆するにあたってドンは心理学者のニオベ・ウェイの著書『Deep Secrets: Boys’ Friendships and the Crisis of Connection』からインスピレーションを受けた。この本はウェイが10代の少年たちの親密さについて研究した記録である。ドンは本の中で繰り返し出てくる「親密な友情」にちなんでこの映画を名付けた。
2020年7月23日時点まで企画は進展しなかったが、ドンはアマチュア俳優が演じることになる2人の男性主人公のための公開キャスティングコールを設定し、8月末までにキャスティングが行われる予定であることが発表された。さらに撮影開始は翌年夏に予定された。キャスティングコール時点ではフランス語とオランダ語話者両方を対象としており、キャスティング後にドンはフランス語での撮影を決定した。2020年10月20日、題名が『Close』となり、また国際的な販売代理店であるザ・マッチ・ファクトリーがプロジェクトに参加したことが発表された。またドンの兄弟のミシェル・ドンも製作に加わった。2021年6月29日、この映画はユーリマージュの共同制作融資の年時リストに掲載され、同ファンドは30万ユーロを支援した。
主要撮影は2021年7月9日に開始された。製作開始と同時にエミリー・ドゥケンヌとレア・ドリュッケールが主要な役柄で起用された事も発表された。映画についてドンは「『Girl/ガール』の圧倒的な旅から3年、特にこの物語は私の心に近いものなので、この非常に才能あるキャストとスタッフと共にセットに戻れたことは信じがたいほど嬉しい」と語った。

## 公開
『CLOSE/クロース』のワールド・プレミアは2022年5月26日に第75回カンヌ国際映画祭のコンペティション部門で行われ、グランプリを獲得した。また2022年のシドニー映画祭の公式コンペティション部門で上映され、シドニー映画賞を獲得した。
フランスでは2022年11月1日にディアファナ・ディストリビューション、ベネルクスでは11月2日にルミエール配給で公開された。アメリカ合衆国のでは2022年12月2日にニューヨークとロサンゼルスで1週間限定で劇場公開され、2023年1月27日にA24配給で封切られた。
日本では2023年7月14日、クロックワークス配給により劇場公開された。
カンヌでストリーミング・サービスのムビがイギリス、アイルランド、ラテンアメリカ、トルコ、インドでの配給権を獲得した。

## 評価

### 批評家の反応
レビュー収集サイトのRotten Tomatoesでは87件の批評に基づいて支持率は92%、平均点は8.5/10となり、「上映時間の大部分において、操作的なエンディングでさえもその体験を台無しに出来ないほど感動的で、『CLOSE/クロース』は失われた子供時代の無邪気さを優しく、力強く描いている」とまとめられた。Metacriticでは25件の批評に基づいて加重平均値は81/100と示された。この映画はドンの脚本と演出が批評家に感銘を与え、その映画技術と物語構造は青年期とカミングアウトのテーマを扱う能力で賞賛された。また批評家は出演俳優の演技も賞賛した。さらにルカ・グァダニーノの2017年の映画『君の名前で僕を呼んで』と比較された。
批評家のピーター・ブラッドショーは『ガーディアン』誌上において5点満点で4点を与え、語られる物語は「賢明な10代の若者はおそらく現在の人間関係とLGBT問題の言語について話し、（中略）友情の終わりは壊滅的だ」という点において「不穏」であると評した。ブラッドショウはまた主人公2人の関係には「それを説明する大人の人生経験が皆無」であるため、「同性愛嫌悪への不誠実な屈服に等しいものへの憤り」を表現する能力があることを見いだした。さらに彼は俳優たちの演技も賞賛しており、ドゥ・ワールとダンブリンを「素晴らしい」、ドゥケンヌとドリュッケールを「貴重な登場人物」であると評した。
『ハリウッド・リポーター』のレスリー・フェルペリンはこの映画を「自殺と罪悪感について」の「胸が張り裂けそうな感情豊かな物語」であり、「ドンど彼のチームは見事なマジックアワーのレンズで感情のダイアルを上げる方法を知っている」と評し、一方で監督は感情を沈めるために「十分にブレーキをかけ続けている」にもかかわらず物語は外在化について「やり過ぎる寸前」であるとみなした。『デイリー・テレグラフ』のロビー・コリンは5点満点を与え、場面が「確実だが羽のように軽いタッチで処理されている」ために監督の仕事が「完璧」であると評し、「『CLOSE/クロース』は友情についての素晴らしい映画だが、おそらく孤独であることについての更に素晴らしい映画だ」と結論づけた。
『ラ・レプッブリカ』のロベルト・ネポティは映画の物語を2つの瞬間に分割し、1つめは「牧歌的な」雰囲気の子供時代に関連し、2つめは思春期に関連して主人公たちの「新家を示すことでよりドラマチックになる」とし、その中で彼は「まだ未熟で未定義の性という敏感なテーマを扱う繊細さ」につて述べた。彼は「よく練られた」脚本、登場人物を取り巻く「色彩の象徴的な仕事」をする監督の能力を高く評価したが、物語の後半にドンは「鑑賞者の感情を過度に募らせることによって哀れな誘惑に取り憑かれることを許している」と指摘した。
カンヌ国際映画祭で75人の批評家を対象としたインディーワイアの投票では『CLOSE/クロース』は最高の作品に選ばれた。

### 受賞とノミネート
| 賞                                         | 授賞式         | 部門                             | 対象                                                                         | 結果       | 参照                |
| ------------------------------------------ | -------------- | -------------------------------- | ---------------------------------------------------------------------------- | ---------- | ------------------- |
| カンヌ国際映画祭                           | 2022年5月28日  | パルム・ドール                   | ルーカス・ドン                                                               | ノミネート | [ 31 ]              |
| カンヌ国際映画祭                           | 2022年5月28日  | グランプリ                       | ルーカス・ドン                                                               | 受賞       | [ 31 ]              |
| カンヌ国際映画祭                           | 2022年5月28日  | クィア・パルム                   | ルーカス・ドン                                                               | ノミネート | [ 32 ]              |
| シドニー映画祭                             | 2022年6月19日  | シドニー映画賞                   | 『CLOSE/クロース』                                                           | 受賞       | [ 33 ]              |
| ミシュコルツ国際映画祭                     | 2022年9月17日  | エメリック・プレスバーガー賞     | 『CLOSE/クロース』                                                           | ノミネート | [ 34 ]              |
| ミシュコルツ国際映画祭                     | 2022年9月17日  | CICAE賞                          | 『CLOSE/クロース』                                                           | 受賞       | [ 35 ]              |
| ハンプトンズ国際映画祭                     | 2022年10月15日 | ナラティブ作品賞                 | 『CLOSE/クロース』                                                           | 受賞       | [ 36 ]              |
| ミルバレー映画祭                           | 2022年10月18日 | ワールドシネマ観客賞 (非英語)    | 『CLOSE/クロース』                                                           | 受賞       | [ 37 ]              |
| シカゴ国際映画祭                           | 2022年10月21日 | ゴールド・ヒューゴ               | 『CLOSE/クロース』                                                           | ノミネート | [ 38 ] [ 39 ]       |
| シカゴ国際映画祭                           | 2022年10月21日 | シルバー・ヒューゴ審査員賞       | 『CLOSE/クロース』                                                           | 受賞       | [ 38 ] [ 39 ]       |
| シカゴ国際映画祭                           | 2022年10月21日 | ゴールド・Qヒューゴ              | 『CLOSE/クロース』                                                           | 受賞       | [ 38 ] [ 39 ]       |
| モントクレア映画祭                         | 2022年10月30日 | ジュニア審査員特別演技賞         | エデン・ダンブリン                                                           | 受賞       | [ 40 ]              |
| セビリア・ヨーロピアン映画祭               | 2022年11月12日 | ゴールデン・ジラルディロ         | 『CLOSE/クロース』                                                           | ノミネート | [ 41 ]              |
| セビリア・ヨーロピアン映画祭               | 2022年11月12日 | ゴールデン審査員賞               | 『CLOSE/クロース』                                                           | 受賞       | [ 41 ]              |
| セビリア・ヨーロピアン映画祭               | 2022年11月12日 | 男優賞                           | エデン・ダンブリン                                                           | 受賞       | [ 41 ]              |
| 英国インディペンデント映画賞               | 2022年12月4日  | 国際インディペンデント映画賞     | ルーカス・ドン、アンジェロ・タイセンス、ミシェル・ドン、ディルク・インペンス | ノミネート | [ 42 ]              |
| ナショナル・ボード・オブ・レビュー         | 2022年12月8日  | 外国語映画賞                     | 『CLOSE/クロース』                                                           | 受賞       | [ 43 ]              |
| ヨーロッパ映画賞                           | 2022年12月10日 | 作品賞                           | 『CLOSE/クロース』                                                           | ノミネート | [ 44 ]              |
| ヨーロッパ映画賞                           | 2022年12月10日 | 監督賞                           | ルーカス・ドン                                                               | ノミネート | [ 44 ]              |
| ヨーロッパ映画賞                           | 2022年12月10日 | 脚本賞                           | ルーカス・ドン、アンジェロ・タイセンス                                       | ノミネート | [ 44 ]              |
| ヨーロッパ映画賞                           | 2022年12月10日 | 男優賞                           | エデン・ダンブリン                                                           | ノミネート | [ 44 ]              |
| ヨーロッパ映画賞                           | 2022年12月10日 | ヨーロッパ・ユニバーシティ映画賞 | 『CLOSE/クロース』                                                           | ノミネート | [ 45 ]              |
| ワシントンD.C.映画批評家協会               | 2022年12月12日 | 国際/外国語映画賞                | 『CLOSE/クロース』                                                           | ノミネート | [ 46 ]              |
| シカゴ映画批評家協会                       | 2022年12月14日 | 外国語映画賞                     | 『CLOSE/クロース』                                                           | ノミネート | [ 47 ]              |
| セントルイス映画批評家協会                 | 2022年12月18日 | 国際映画賞                       | 『CLOSE/クロース』                                                           | ノミネート | [ 48 ]              |
| ダラス・フォートワース映画批評家協会       | 2022年12月19日 | 外国語映画賞                     | 『CLOSE/クロース』                                                           | 次点       | [ 49 ]              |
| ベルギー映画批評家協会                     | 2022年12月20日 | アンドレ・カヴェンズ賞           | 『CLOSE/クロース』                                                           | 受賞       | [ 6 ]               |
| サンディエゴ映画批評家協会                 | 2023年1月6日   | 国際映画賞                       | 『CLOSE/クロース』                                                           | ノミネート | [ 50 ]              |
| サンフランシスコ・ベイエリア映画批評家協会 | 2023年1月9日   | 国際長編映画賞                   | 『CLOSE/クロース』                                                           | ノミネート | [ 51 ]              |
| オースティン映画批評家協会                 | 2023年1月10日  | 国際映画賞                       | 『CLOSE/クロース』                                                           | ノミネート | [ 52 ]              |
| ゴールデングローブ賞                       | 2023年1月10日  | 外国語映画賞                     | 『CLOSE/クロース』                                                           | ノミネート | [ 53 ]              |
| ジョージア映画批評家協会                   | 2023年1月13日  | 国際映画賞                       | 『CLOSE/クロース』                                                           | ノミネート | [ 54 ]              |
| クリティクス・チョイス・アワード           | 2023年1月15日  | 外国語映画賞                     | 『CLOSE/クロース』                                                           | ノミネート | [ 55 ]              |
| ヒューストン映画批評家協会                 | 2023年2月18日  | 外国語映画賞                     | 『CLOSE/クロース』                                                           | ノミネート | [ 56 ]              |
| ハリウッド批評家協会                       | 2023年2月24日  | 国際映画賞                       | 『CLOSE/クロース』                                                           | ノミネート | [ 57 ]              |
| サテライト賞                               | 2023年3月3日   | 国際映画賞                       | 『CLOSE/クロース』                                                           | ノミネート | [ 58 ] [ 59 ]       |
| サテライト賞                               | 2023年3月3日   | オリジナル脚本賞                 | ルーカス・ドン、アンジェロ・タイセンス                                       | ノミネート | [ 58 ] [ 59 ]       |
| アカデミー賞                               | 2023年3月12日  | 国際長編映画賞                   | 『CLOSE/クロース』                                                           | ノミネート | [ 5 ] [ 60 ] [ 61 ] |